# Plaxopsis heymonsi
Plaxopsis heymonsi är en stekelart som beskrevs av Szepligeti 1914. Plaxopsis heymonsi ingår i släktet Plaxopsis och familjen bracksteklar. Inga underarter finns listade i Catalogue of Life.